# Loch Linnhe
Loch Linnhe (gael. An Linne Dhubh lub An Linne Sheileach) – zatoka (loch) na zachodnim wybrzeżu Szkocji. Przy ujściu Loch Linnhe łączy się z sąsiednim Loch Leven. Na wschodnim brzegu, nad ujściem rzeki Lochy położone jest miasto Fort William. Na północnym końcu Loch Linnhe łączy się z Loch Eil. Długość Loch Linnhe wynosi 15 km, średnia szerokość 2 km.